# Toxorhamphus
Toxorhamphus is een geslacht van zangvogels uit de familie Melanocharitidae.

## Soorten
Het geslacht kent de volgende soorten:
- Toxorhamphus novaeguineae – Geelbuikhoningjager
- Toxorhamphus poliopterus – Grijskinhoningjager